# Augsburg járás
Augsburg járás egy járás Bajorországban. Augsburg járás Ostallgäu, Unterallgäu, Günzburg, Dillingen an der Donau, Donau-Ries, Aichach-Friedberg, Augsburg, Landsberg am Lech, Kaufbeuren, Schwabmünchen, Krumbach, Mindelheim, Wertingen, Aichach, Friedberg és Landsberg am Lech járásokkal határos. Lakosainak száma 251 534 fő (2018. december 31.).

## Népesség
A járás népessége az elmúlt években az alábbi módon változott:
| Lakosok száma | 163 131 | 191 469 | 239 004 | 240 911 | 242 697 | 245 600 | 247 539 | 249 838 | 251 534 |
|               | 1970    | 1987    | 2012    | 2013    | 2014    | 2015    | 2016    | 2017    | 2018    |